# Cardini (azienda)
La Cardini è stata una fabbrica specializzata nella lavorazione di lamiere metalliche prima e nella produzione di giocattoli poi, attiva ad Omegna (all'epoca in provincia di Novara, oggi del VCO), fondata nel 1916.
La fama è legata soprattutto all'attività nel settore dei giocattoli, svolta dall'azienda tra il 1922 e il 1928.

## I giocattoli in latta
La lavorazione della latta per la produzione di giocattoli ebbe in Italia un periodo fortunato negli anni venti, sull'onda della moda già diffusa all'estero.
Si trattava di uno dei primi veri modelli di produzione seriale dei giocattoli, permesso dalla diffusione massiccia delle tecniche di produzione seriale della lamiera a partire dalla seconda metà del Ottocento. Il metallo veniva litografato a colori, formato in stampo e piegato per realizzare automodelli, trenini ecc.
Molte aziende che si affacciavano al settore del giocattolo erano in realtà aziende specializzate in altre lavorazioni che condividevano la medesima tecnologia, come la Metalgraf di Milano, specializzata in piccoli imballaggi metallici e competitrice diretta della Cardini.

## L'attività e la chiusura
I prodotti venivano venduti in scatole di cartone, che erano parte integrante del giocattolo, rappresentandone i fondali o gli edifici necessari per completare il gioco. 
La Cardini affidò il compito di eseguire le illustrazioni per le scatole ad Attilio Mussino, disegnatore del Corriere dei Piccoli. Proprio sul Corrierino la Cardini era molto attiva con pubblicità mirate al pubblico giovane e ispirate allo stile americano.
Per molto tempo si è detto che l'azienda produsse soltanto tredici modelli che spaziavano da locomotive a dirigibili, automobili, tram, giostre, navi e aeroplani. Tale affermazione  scaturiva dalle pubblicità delle riviste, uniche fonti d'immagini ed informazione. Da vent'anni a questa parte, nel secondo millennio, sono però state trovati esemplari di giocattoli in latta che non si possono ricondurre alle sole pubblicità cartacee. La capacità di raccolta dei collezionisti ha così dimostrato una attività più completa di questa azienda, grazie sicuramente alla qualità dei dettagli e dei disegni delle litografie di primissimo livello, che invogliò aziende pubblicitarie come PERUGINA, ARRIGONI ed altre a far realizzare ulteriori produzioni tra cui si annoverano oggetti delle dimensioni più svariate, da una piccola trottolina di pochi centimetri sino ad una locomotiva che funge da scatola, dalle grandissimi dimensioni.
Alla fine degli anni venti la Cardini fu colpita dalla crisi economica e chiuse i battenti.  Aveva da poco realizzato una berlina a 6 luci, della medesima grandezza degli altri giocattoli della prima produzione, con personaggi litografati sui finestrini, ma che non risulta mai essere stata reclamizzata.
Esistono inoltre testimonianze di giocattoli prodotti da ex dipendenti con i resti della produzione; in particolare si conoscono esemplari di giostre in alluminio con 4 "libellule" o con 4 cavalli.
Lo stabilimento venne acquistato dalla Carello S.p.A. di Torino che la riconvertì alla produzione di accessori per il fiorente mercato automobilistico.

## La collezione
Per "collezione" si intende in senso storico, l'insieme dei tredici esemplari più noti, prodotti dalla Cardini. Una delle più belle storie relative al reperimento appartiene alla collezione conservata presso il Museo del giocattolo e del bambino di Santo Stefano Lodigiano che la espone al pubblico.
Esistono, in collezioni private, varianti e pezzi meno noti, prodotti da questa prestigiosa azienda, non riconducibili alle pubblicità cartacee. Sono anch'essi preziosi oggetti da collezione, pur non rientrando nella ormai obsoleta informazione che la produzione di Cardini si fermi a tredici esemplari.
I modelli che furono realizzati con la predisposizione di una scatola gioco sono i seguenti:
- Giostra con aeroplano S.13
- Giostra volante con baraccone (o delle Libellule)
- Giostra con Dirigibili e Hangar
- Corsa dei cavalli con tribune e pista
- Auto Limousine 509
- Auto Torpedo 50HP
- Auto da Corsa
- Camion 18BL
- Tram Elettrico con rimessa
- Locomotiva Gruppo 690 con tunnel
- Motonave con porto
- Cucina a gas

L'unico modello dei 13, pubblicizzato sul Corriere dei Piccoli, e su poche altre riviste dell'epoca, a non essere mai stato dotato di scatola gioco è il seguente:
- Autobus con volante di guida

Di questo autobus esiste anche una versione piccola pubblicitaria della Perugina in due colorazioni: giallo, rosso.
Nelle pubblicità d'epoca si fa cenno anche alle Auto Berlina Fiat Tipo Piccolo, senza mostrare immagini. Di esse, ad oggi, sono note almeno 7 diverse varianti pubblicitarie. 